# Nidda
Nidda je řeka ve spolkové zemi Hesensko v Německu. Pramení v pohoří Vogelsberg a proudí jihovýchodním směrem do asi 90 km vzdáleného Frankfurtu nad Mohanem, poblíž nějž se vlévá do Mohanu. Zde má průměrný průtok ca 13 m³/s.

## Jméno
Jméno Nidda patří k nejstarším názvům toků v Evropě. Založení římského města Nida na řece v 1. stol. dokazuje, že Římané již museli tento název znát. Nejstarší středověkou zmínku o Niddě lze nalézt v Loršském kodexu z roku 782. Podobná jména vodních toků jako je Nida, jsou roztroušena po celé Evropě, např. v Polsku, Pobaltí, Skandinávii, na Britských ostrovech a západní Evropě a proto lingvisté předpokládají, že pochází ještě z původního praindoevropského jazyka.

## Pramen

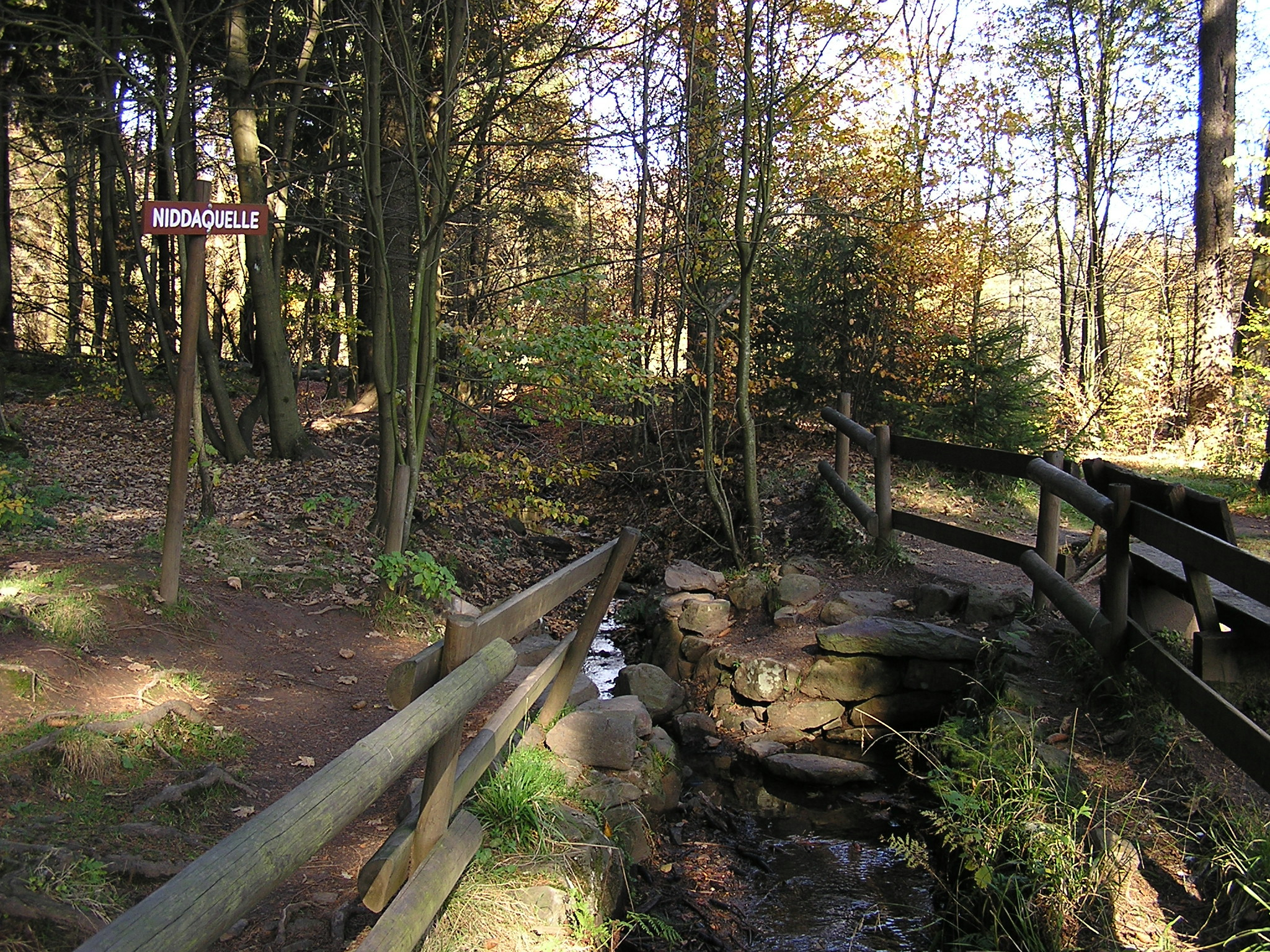
Pramen na vrchu Taufstein

Nidda pramení v močálu, severně od vrcholu Taufsteins a jihovýchodně od vrcholu Sieben Ahorn v nadmořské výšce 720 m. Prameniště se nachází v blízkosti turistického parkoviště na silnici L3291.
Místo zdroje, které je dnes označováno jako pramen Niddy, bylo původně skutečně pramenem v pravém slova smyslu. V současnosti tento bod označuje spíše místo na ještě malém potoce, kde je však již stálý průtok.

## Tok

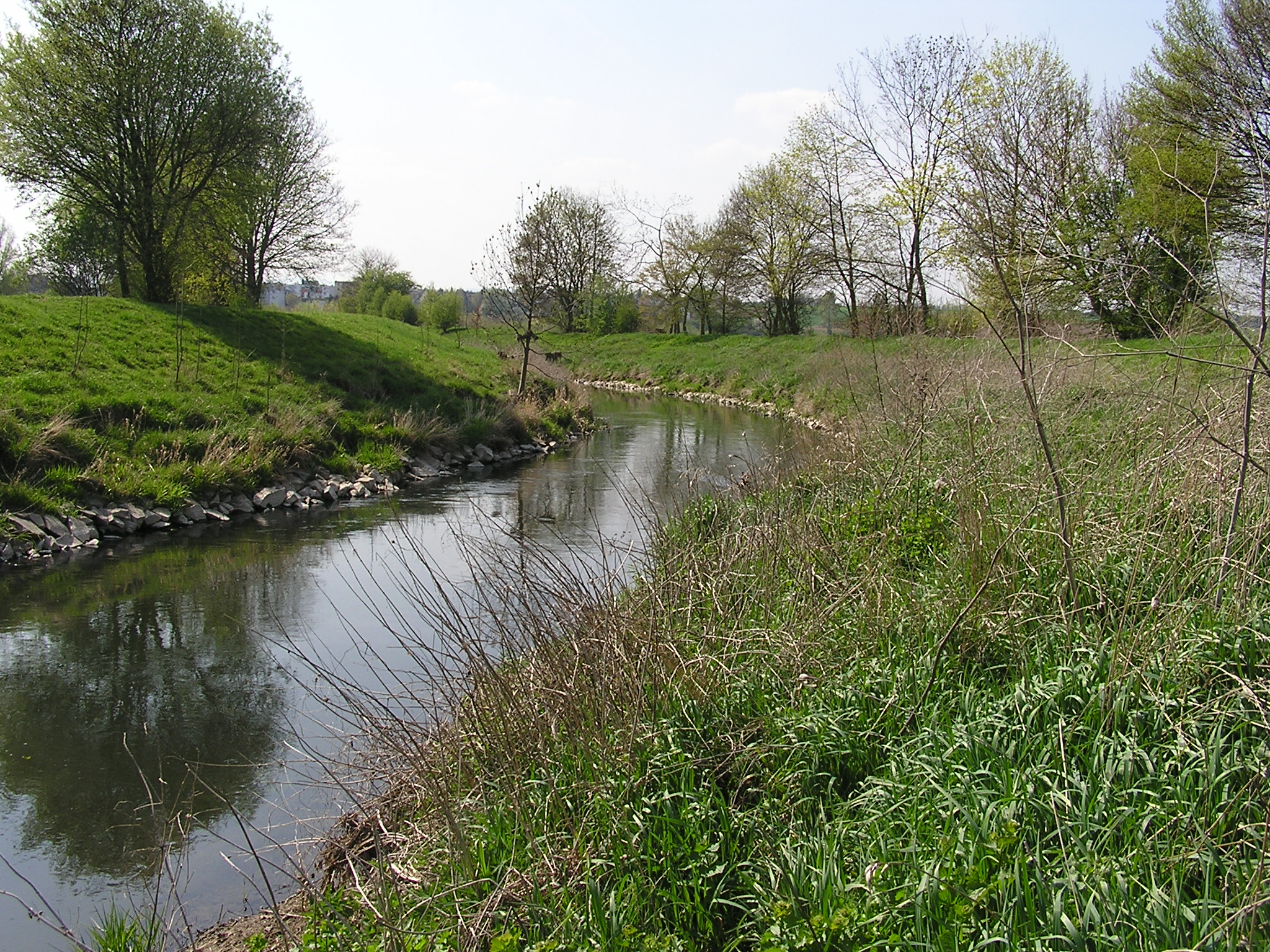
Nidda u Wöllstadtu

Na horním toku řeka obtéká zalesněné vrcholky hor a údolí s loukami, poli a pastvinami. V její blízkosti jsou přírodní rezervace (především mokřady a nížiny). Za městem Schotten přitéká Nidda do Niddastaussee s přehradou spravovanou Vodní organizací NIDDA. Před dosažením města Nida má řeka poměrně silný proud. Ten se pozoruhodně snižuje těsně před městem. V oblasti Wetterau protéká obcemi Ranstadt, Florstadt a Niddatal, kde je rozšířena množstvím přítoků. Následují města Karben a Bad Vilbel, kde se tok rozšiřuje už jen málo. Jižně od Bad Vilbelu se do Niddy vlévá další přítok – Erlenbach.
Frankfurtské zástavby Nidda dosahuje ve čtvrti Harheim. Po 18,6 km proudění městem se ve Wörthspitze vlévá do Mohanu. Celková délka toku je 89,7 km.